# Gran Premio de las Naciones de Motociclismo de 1989
El Gran Premio de las Naciones de Motociclismo de 1989 fue la quinta prueba de la temporada 1989 del Campeonato Mundial de Motociclismo. El Gran Premio se disputó el 14 de mayo de 1989 en el Circuito de Misano.

## Resultados 500cc
Antes de la carrera, los corredores estaban preocupados por la superficie de la pista, considerándola demasiado resbaladiza y, si llovía, incluso era peligrosa.
Con la pista aún seca pero con nubes oscuras, los pilotos dan la luz verde con Kevin Schwantz en la pole. Pierfrancesco Chili tuvo un buen comienzo y lideró brevemente, luego Schwantz, Wayne Rainey y Christian Sarron se colocaron en el liderato. Poco después, comenzó a llover y Schwantz levantó la mano para detener la carrera.
Los pilotos principales se reunieron y decidieron que querían una sesión de práctica antes de reiniciarse en mojado, pero los organizadores de la carrera rechazaron la solicitud y los corredores decidieron boicotear la carrera. 
Uno de los disidentes es Chili, que quiere competir, junto con otros corredores. Chili logra mantenerse erguido en el aguacero y gana la carrera, con Lawson vitoreando sarcásticamente desde las gradas y Sarron lanzándole un beso.

| Pos.     | Piloto                | Equipo                                   | Moto   | Tiempo     | Pts. |
| -------- | --------------------- | ---------------------------------------- | ------ | ---------- | ---- |
| 1        | Pierfrancesco Chili   | HB Honda Gallina Team                    | Honda  | 59:21.035  | 20   |
| 2        | Simon Buckmaster      | Racing Team Katayama                     | Honda  | +32.271    | 17   |
| 3        | Michael Rudroff       | HRK Motors                               | Honda  | +32.599    | 15   |
| 4        | Marco Gentile         | Fior Marlboro                            | Fior   | +1:32.451  | 13   |
| 5        | Josef Doppler         |                                          | Honda  | +1:51.120  | 11   |
| 6        | Alois Meyer           | Rallye Sport                             | Honda  | +1 Vuelta  | 10   |
| 7        | Romolo Balbi          |                                          | Honda  | +1 Vuelta  | 9    |
| 8        | Fernando González     | Club Motocross Pozuelo                   | Honda  | +1 Vuelta  | 8    |
| 9        | Andreas Leuthe        | Librenti Corse                           | Suzuki | +2 Vueltas | 7    |
| 10       | Nicholas Schmassman   | FMS                                      | Honda  | +2 Vueltas | 6    |
| Ret      | Christian Sarron      | Sonauto Gauloises Blondes Yamaha Mobil 1 | Yamaha | Ret        |      |
| Ret      | Raymond Roche         | Cagiva Corse                             | Cagiva | Ret        |      |
| Ret      | Alessandro Valesi     | Team Iberia                              | Yamaha | Ret        |      |
| Ret      | Norihiko Fujiwara     | Yamaha Motor Company                     | Yamaha | Ret        |      |
| Ret      | Freddie Spencer       | Marlboro Yamaha Team Agostini            | Yamaha | Ret        |      |
| Ret      | Ron Haslam            | Suzuki Pepsi Cola                        | Suzuki | Ret        |      |
| Ret      | Eddie Lawson          | Rothmans Kanemoto Honda                  | Honda  | Ret        |      |
| Ret      | Wayne Rainey          | Team Lucky Strike Roberts                | Yamaha | Ret        |      |
| Ret      | Juan López Mella      | Club Motocross Pozuelo                   | Honda  | Ret        |      |
| Ret      | Massimo Broccoli      | Cagiva Corse                             | Cagiva | Ret        |      |
| Ret      | Kevin Schwantz        | Suzuki Pepsi Cola                        | Suzuki | Ret        |      |
| Ret      | Rob McElnea           | Cabin Racing Team                        | Honda  | Ret        |      |
| Ret      | Stefan Klabacher      | Honda                                    | Ret    |            |      |
| Ret      | Dominique Sarron      | Team ROC Elf Honda                       | Honda  | Ret        |      |
| Ret      | Vittorio Scatola      |                                          | Suzuki | Ret        |      |
| Ret      | Larry Moreno Vacondio |                                          | Suzuki | Ret        |      |
| Ret      | Bruno Kneubühler      | Romer Racing Suisse                      | Honda  | Ret        |      |
| Ret      | Fred Merkel           | HB Honda Gallina Team                    | Honda  | Ret        |      |
| Ret      | Niall Mackenzie       | Marlboro Yamaha Team Agostini            | Yamaha | Ret        |      |
| Ret      | Claude Albert         | Suzuki                                   | Ret    |            |      |
| Ret      | Marco Papa            | Team Greco                               | Paton  | Ret        |      |
| Ret      | Randy Mamola          | Cagiva Corse                             | Cagiva | Ret        |      |
| Ret      | Mick Doohan           | Rothmans Honda Team                      | Honda  | Ret        |      |
| DNS      | Claude Albert         |                                          | Suzuki | DNS        |      |
| Fuentes: |                       |                                          |        |            |      |

## Resultados 250cc
El piloto español Sito Pons (Honda) consiguió la segunda victoria de la temporada en su cuenta particular. El español entró por delante del francés Jean-Philippe Ruggia (Yamaha) y del suizo Jacques Cornu (Honda). Dos pilots españoles más estuvieron a una gran altura: Carlos Cardús quedó cuarto aunque lideró al carrera durante once vueltas y Juan Garriga se cayó en la vuelta 24 cuando luchaba por el segundo puesto.
| Pos. | Piloto                    | Moto      | Tiempo    | Pts. |
| ---- | ------------------------- | --------- | --------- | ---- |
| 1    | Sito Pons                 | Honda     | 40:34.485 | 20   |
| 2    | Jean-Philippe Ruggia      | Yamaha    | +0.137    | 17   |
| 3    | Jacques Cornu             | Honda     | +6.115    | 15   |
| 4    | Carlos Cardús             | Honda     | +7.863    | 13   |
| 5    | Reinhold Roth             | Honda     | +8.269    | 11   |
| 6    | Marcellino Lucchi         | Aprilia   | +30.290   | 10   |
| 7    | Ivan Palazzese            | Aprilia   | +32.448   | 9    |
| 8    | Renzo Colleoni            | Aprilia   | +32.894   | 8    |
| 9    | Martin Wimmer             | Aprilia   | +33.785   | 7    |
| 10   | Helmut Bradl              | Honda     | +45.024   | 6    |
| 11   | Masahiro Shimizu          | Honda     |           | 5    |
| 12   | Harald Eckl               | Aprilia   |           | 4    |
| 13   | Alberto Rota              | Aprilia   |           | 3    |
| 14   | Wilco Zeelenberg          | Honda     |           | 2    |
| 15   | Alex Barros               | Yamaha    |           | 1    |
| 16   | Alberto Puig              | Yamaha    | +1:04.510 |      |
| 17   | Garry Cowan               | Yamaha    |           |      |
| 18   | Maurizio Vitali           | Honda     |           |      |
| 19   | Jochen Schmidt            | Honda     |           |      |
| 20   | Erich Neumair             | Aprilia   |           |      |
| 21   | Bernard Haenggeli         | Yamaha    |           |      |
| 22   | Andreas Preining          | Aprilia   |           |      |
| 23   | Fabio Barchitta           | Aprilia   |           |      |
| 24   | Jean Foray                | Yamaha    |           |      |
| 25   | Jean-François Baldé       | Yamaha    |           |      |
| Ret  | Alain Bronec              | Aprilia   | Ret       |      |
| Ret  | Didier de Radiguès        | Aprilia   | Ret       |      |
| Ret  | Luca Cadalora             | Yamaha    | Ret       |      |
| Ret  | Juan Garriga              | Yamaha    | Ret       |      |
| Ret  | Daniel Amatriaín          | Honda     | Ret       |      |
| Ret  | August Auinger            | Yamaha    | Ret       |      |
| Ret  | Urs Jücker                | Yamaha    | Ret       |      |
| Ret  | Hans Becker               | Honda     | Ret       |      |
| Ret  | Stefano Caracchi          | Honda     | Ret       |      |
| Ret  | Bernard Schick            | Yamaha    | Ret       |      |
| DNS  | Loris Reggiani            | Honda     | DNS       |      |
| DNS  | Fausto Ricci              | Aprilia   | DNS       |      |
| DNQ  | Adrien Morillas           | Yamaha    | DNQ       |      |
| DNQ  | Bruno Bonhuil             | Yamaha    | DNQ       |      |
| DNQ  | Patrick van den Goorbergh | Yamaha    | DNQ       |      |
| DNQ  | Virginio Ferrari          | Gazzaniga | DNQ       |      |
| DNQ  | Luis Lavado               | Yamaha    | DNQ       |      |

## Resultados 125cc
El italiano Ezio Gianola (Honda) se destaca en la clasificación general después de ganar esta carrera y aprovechar los errores de sus más inmediatos rivales. El español Álex Crivillé cayó a tres vueltas del final cuando luchaba por le primer puesto mientras que Jorge Martínez Aspar sufre una avería cuando lideraba la carrera.
| Pos. | Piloto               | Moto            | Tiempo    | Pts. |
| ---- | -------------------- | --------------- | --------- | ---- |
| 1    | Ezio Gianola         | Honda           | 37:28.518 | 20   |
| 2    | Hans Spaan           | Honda           | +0.131    | 17   |
| 3    | Fausto Gresini       | Aprilia         | +30.945   | 15   |
| 4    | Koiji Takada         | Honda           | +32.557   | 13   |
| 5    | Julián Miralles      | Derbi           | +33.771   | 11   |
| 6    | Hisashi Unemoto      | Honda           | +35.079   | 10   |
| 7    | Robin Milton         | Honda           | +36.110   | 9    |
| 8    | Adi Stadler          | Honda           | +38.196   | 8    |
| 9    | Bruno Casanova       | Aprilia         | +39.159   | 7    |
| 10   | Doriano Romboni      | Honda           | +39.440   | 6    |
| 11   | Luis Miguel Reyes    | Honda           | +39.557   | 5    |
| 12   | Herri Torrontegui    | Honda           | +55.343   | 4    |
| 13   | Domenico Brigaglia   | Garelli         | +57.950   | 3    |
| 14   | Robin Appleyard      | Honda           | +58.090   | 2    |
| 15   | Lucio Pietroniro     | Honda           | +58.489   | 1    |
| 16   | Stefan Prein         | Honda           |           |      |
| 17   | Gastone Grassetti    | Aprilia         |           |      |
| 18   | Johnny Wickström     | Honda           |           |      |
| 19   | Taru Rinne           | Honda           |           |      |
| 20   | Jean-Claude Selini   | Honda           |           |      |
| 21   | Mandy Fischer        | Honda           |           |      |
| 22   | Thierry Feuz         | Honda           |           |      |
| 23   | Emilio Cuppini       | Garelli         |           |      |
| 24   | Rafael Roses         | Honda           |           |      |
| 25   | Alfred Waibel        | Honda           |           |      |
| 26   | Mike Leitner         | Honda           |           |      |
| Ret  | Jorge Martínez Aspar | Derbi           | Ret       |      |
| Ret  | Allan Scott          | Honda           | Ret       |      |
| Ret  | Stefan Dörflinger    | Aprilia         | Ret       |      |
| Ret  | Corrado Catalano     | Gazzaniga-Rotax | Ret       |      |
| Ret  | Kris Galatowicz      | Honda           | Ret       |      |
| Ret  | Hubert Abold         | Honda           | Ret       |      |
| Ret  | Bady Hassaine        | Honda           | Ret       |      |
| Ret  | Heinz Lüthi          | Honda           | Ret       |      |
| Ret  | Manuel Hernández     | Honda           | Ret       |      |
| DNQ  | Jos van Dongen       | Casal           | DNQ       |      |
| DNQ  | Serge Julin          | Honda           | DNQ       |      |
| DNQ  | Gerhard Waibel       | Honda           | DNQ       |      |
| DNQ  | Giuseppe Ascareggi   | Rotax           | DNQ       |      |
| DNQ  | Othmar Schuler       | Honda           | DNQ       |      |
| DNQ  | Alex Bedford         | EMC             | DNQ       |      |
| DNQ  | Pier Paolo Bianchi   | Seel            | DNQ       |      |

## Resultados 80cc
El piloto español Jorge Martínez Aspar consiguió una balsámica victoria, que vino a paliar la mala carrera que hizo el día anterior en 125cc. El valenciano se impuso al italiano Gabriele Gnani, que a sus 24 años subió por primera vez a un podio. Otro español Herri Torrontegui lidera la clasificación con 35 puntos, siete más que el suizo Stefan Dörflinger.
| Pos. | Piloto               | Moto        | Tiempo    | Pts. |
| ---- | -------------------- | ----------- | --------- | ---- |
| 1    | Jorge Martínez Aspar | Derbi       | 33:31.930 | 20   |
| 2    | Gabriele Gnani       | Gnani       | +4.262    | 17   |
| 3    | Herri Torrontegui    | Krauser     | +16.989   | 15   |
| 4    | Manuel Herreros      | Derbi       | +17.905   | 13   |
| 5    | Stefan Dörflinger    | Krauser     | +28.436   | 11   |
| 6    | José Saez            | Krauser     | +35.819   | 10   |
| 7    | Giuseppe Ascareggi   | BBFT        | +37.800   | 9    |
| 8    | Antonio Sánchez      | JJ Cobas    | +44.426   | 8    |
| 9    | Roberto Sassone      | Unimoto     | +44.606   | 7    |
| 10   | Paolo Priori         | Krauser     | +59.266   | 6    |
| 11   | Jacques Bernard      | Fantic      |           | 5    |
| 12   | Hans Koopman         | Ziegler     |           | 4    |
| 13   | Stefan Kurfiss       | Krauser     |           | 3    |
| 14   | Ralf Waldmann        | Seel        |           | 2    |
| 15   | Jos van Dongen       | Casal       | +1 Vuelta | 1    |
| 16   | Jaime Mariano        | Casal       |           |      |
| 17   | Janez Pintar         | Eberhardt   |           |      |
| 18   | Alojz Pavlič         | Seel        |           |      |
| 19   | Paul Bordes          | RB          |           |      |
| 20   | Stefan Brägger       | Casal       |           |      |
| 21   | Matthias Ehinger     | BMC         |           |      |
| 22   | Heinz Paschen        | Casal       |           |      |
| 23   | Reiner Koster        | Kroko       |           |      |
| 24   | Undine Kummer        | Krauser     |           |      |
| Ret  | Peter Öttl           | Krauser     | Ret       |      |
| Ret  | René Dünki           | LCR-Krauser | Ret       |      |
| Ret  | Zdravko Matulja      | Casal       | Ret       |      |
| Ret  | János Szabó          | Krauser     | Ret       |      |
| Ret  | Bert Smit            | Krauser     | Ret       |      |
| Ret  | Jörg Seel            | Seel        | Ret       |      |
| Ret  | Bogdan Nikolov       | Krauser     | Ret       |      |
| Ret  | Javier Arumi         | Krauser     | Ret       |      |
| Ret  | Reiner Scheidhauer   | Seel        | Ret       |      |
| Ret  | Salvatore Milano     | Krauser     | Ret       |      |
| Ret  | Thomas Engl          | FRCH        | Ret       |      |
| Ret  | Luis Álvaro          | Krauser     | Ret       |      |
| DNQ  | Hagen Klein          | Ziegler     | DNQ       |      |
| DNQ  | Massimo Piazza       | Casal       | DNQ       |      |
| DNQ  | Chris Baert          | Bultaco     | DNQ       |      |
| DNQ  | Primoz Sovic         | Eberhardt   | DNQ       |      |
| DNQ  | Giuliano Tabanelli   | Casal       | DNQ       |      |